# Danimarca ai Giochi della XXXII Olimpiade
La Danimarca ha partecipato ai Giochi della XXXII Olimpiade, che si sono svolti a Tokyo, Giappone, dal 23 luglio all'8 agosto 2021 (inizialmente previsti dal 24 luglio al 9 agosto 2020 ma posticipati per la pandemia di COVID-19) con una delegazione di 107 atleti impegnati in 16 discipline.
I portabandiera alla cerimonia di apertura sono stati l'ostacolista Sara Slott Petersen e il velista Jonas Warrer.

## Medaglie
| Riepilogo quotidiano | Riepilogo quotidiano | Riepilogo quotidiano | Riepilogo quotidiano | Riepilogo quotidiano | Riepilogo quotidiano |
| -------------------- | -------------------- | -------------------- | -------------------- | -------------------- | -------------------- |
| Giorno               | Data                 |                      |                      |                      | Totale               |
| 1º                   | 24                   | 0                    | 0                    | 0                    | 0                    |
| 2º                   | 25                   | 0                    | 0                    | 0                    | 0                    |
| 3º                   | 26                   | 0                    | 0                    | 0                    | 0                    |
| 4º                   | 27                   | 0                    | 0                    | 0                    | 0                    |
| 5º                   | 28                   | 0                    | 0                    | 0                    | 0                    |
| 6º                   | 29                   | 0                    | 0                    | 0                    | 0                    |
| 7º                   | 30                   | 0                    | 0                    | 0                    | 0                    |
| 8º                   | 31                   | 1                    | 0                    | 0                    | 1                    |
| 9º                   | 1                    | 1                    | 0                    | 0                    | 1                    |
| 10º                  | 2                    | 0                    | 0                    | 0                    | 0                    |
| 11º                  | 3                    | 0                    | 0                    | 0                    | 0                    |
| 12º                  | 4                    | 0                    | 0                    | 0                    | 0                    |
| 13º                  | 5                    | 0                    | 0                    | 0                    | 0                    |
| 14º                  | 6                    | 0                    | 0                    | 0                    | 0                    |
| 15º                  | 7                    | 0                    | 0                    | 1                    | 1                    |
| 16º                  | 8                    | 0                    | 0                    | 0                    | 0                    |
| Totale               | Totale               | 2                    | 0                    | 1                    | 3                    |

### Medagliere per disciplina
| Sport       | Oro | Argento | Bronzo | Totale |
| ----------- | --- | ------- | ------ | ------ |
| Ciclismo    | 1   | 2       | 0      | 3      |
| Badminton   | 1   | 0       | 0      | 1      |
| Vela        | 1   | 0       | 0      | 1      |
| Pallamano   | 0   | 1       | 0      | 1      |
| Tiro        | 0   | 1       | 0      | 1      |
| Canottaggio | 0   | 0       | 2      | 2      |
| Canoa/kayak | 0   | 0       | 1      | 1      |
| Nuoto       | 0   | 0       | 1      | 1      |
| Totale      | 3   | 4       | 4      | 11     |

### Medaglie d'oro
| Medaglia | Nome                               | Sport     | Evento                 |
| -------- | ---------------------------------- | --------- | ---------------------- |
| Oro      | Viktor Axelsen                     | Badminton | Singolo maschile       |
| Oro      | Lasse Norman Hansen Michael Mørkøv | Ciclismo  | Americana maschile     |
| Oro      | Anne-Marie Rindom                  | Vela      | Laser radial femminile |

### Medaglie d'argento
| Medaglia | Nome                                                                 | Sport     | Evento                          |
| -------- | -------------------------------------------------------------------- | --------- | ------------------------------- |
| Argento  | Lasse Norman Hansen Niklas Larsen Frederik Rodenberg Rasmus Pedersen | Ciclismo  | Inseguimento a squadre maschile |
| Argento  | Amalie Dideriksen Julie Leth                                         | Ciclismo  | Americana femminile             |
| Argento  | Nazionale di pallamano maschile                                      | Pallamano | Torneo maschile                 |
| Argento  | Jesper Hansen                                                        | Tiro      | Skeet maschile                  |

### Medaglie di bronzo
| Medaglia | Nome                             | Sport       | Evento                      |
| -------- | -------------------------------- | ----------- | --------------------------- |
| Bronzo   | Joachim Sutton Frederik Vystavel | Canottaggio | 2 senza maschile            |
| Bronzo   | Emma Aastrand Jørgensen          | Canoa/kayak | K1 200 metri femminile      |
| Bronzo   | Emma Aastrand Jørgensen          | Canoa/kayak | K1 500 metri femminile      |
| Bronzo   | Pernille Blume                   | Nuoto       | 50 m stile libero femminili |

## Delegazione
| Sport            | Uomini | Donne | Totale |
| ---------------- | ------ | ----- | ------ |
| Atletica leggera | 9      | 8     | 17     |
| Badminton        | 5      | 4     | 9      |
| Canoa/kayak      | 0      | 4     | 4      |
| Canottaggio      | 2      | 6     | 8      |
| Ciclismo         | 11     | 7     | 18     |
| Equitazione      | 2      | 3     | 5      |
| Golf             | 2      | 2     | 4      |
| Judo             | 0      | 1     | 1      |
| Lotta            | 1      | 0     | 1      |
| Nuoto            | 3      | 8     | 11     |
| Pallamano        | 14     | 0     | 14     |
| Skateboard       | 1      | 0     | 1      |
| Tennistavolo     | 1      | 0     | 1      |
| Tiro             | 2      | 2     | 4      |
| Tiro con l'arco  | 0      | 1     | 1      |
| Vela             | 3      | 5     | 8      |
| Totale           | 56     | 51    | 107    |